# 楊漢仲
楊漢仲（よう　かんちゅう、1973年4月26日 - ）は、台湾生まれの実業家である。
株式会社K&L JAPAN GROUPの代表者であり複数の会社を経営し、代表的なのはIT関連事業のJFETEKJAPAN株式会社などアジア各国にビジネス展開し、各国に太い人脈を持ち、日本国内の企業がアジア等に進出する際の架け橋になっている。

平成18年K&LJAPANGroupの自動車事業部の事業として神奈川県海老名市にある有限会社GOODLINEからエアロの全権を譲り受ける。
平成19年自社ブランドを立ち上げ、当時新型スカイウェーブC45のエアロパーツを2輪レース用エアロ開発しているRH松島とエアロの開発し某専門誌の表紙を飾る。
平成18年、19年で全日本プロドリフト選手権で松田豊久選手/斉藤太吾選手/前田謙選手をスポンサードし、翌年全日本ロードレスGP-MONOクラスに岡田義治選手で参戦する。
同年GPMOクラスで初優勝をとる
平成20年中国企業より生分解プラスチックの原料調達の依頼を受け、大手国内企業との橋渡しに成功する。